# Hollandse Zending
De Hollandse Zending of Hollandse Missie is de benaming voor de Katholieke Kerk in de Noordelijke Nederlanden, ontstaan tijdens de Republiek der Verenigde Nederlanden, nadat in 1622 door paus Gregorius XV het opperste bestuur over de Kerk in de Noordelijke Nederlanden werd toevertrouwd aan de Congregatio de Propaganda Fide (Congregatie voor de voortplanting van het geloof) die het toezicht uitoefende over missiegebieden.
Het doel van de Hollandse Missie was het in stand houden van het katholieke geloof. Daartoe paste de overgebleven clerus zich geleidelijk aan aan de nieuwe situatie en de protestantse omgeving. Dat was niet naar de zin van Rome, dat missionarissen uit Zuid-Europa naar het noorden stuurde. Deze paters stonden onder gezag van hun orde, en niet van het Apostolisch Vicariaat in Utrecht, dat niet gecharmeerd was van hun prediking. Er groeide een tegenstelling tussen het ingetogen katholicisme van Utrecht en de uitbundige heiligenkalender van de missiepaters, dat in 1723 uitliep op het Utrechts Schisma en de stichting van de Oudkatholieke Kerk.
Tijdens de Hollandse Zending was er in Huis Bergh te 's-Heerenberg van 1799 tot 1842 een seminarie gevestigd.
In 1853 volgde het herstel van de bisschoppelijke hiërarchie en kwam er een einde aan de Hollandse Zending.